# Fuerte Matanzas

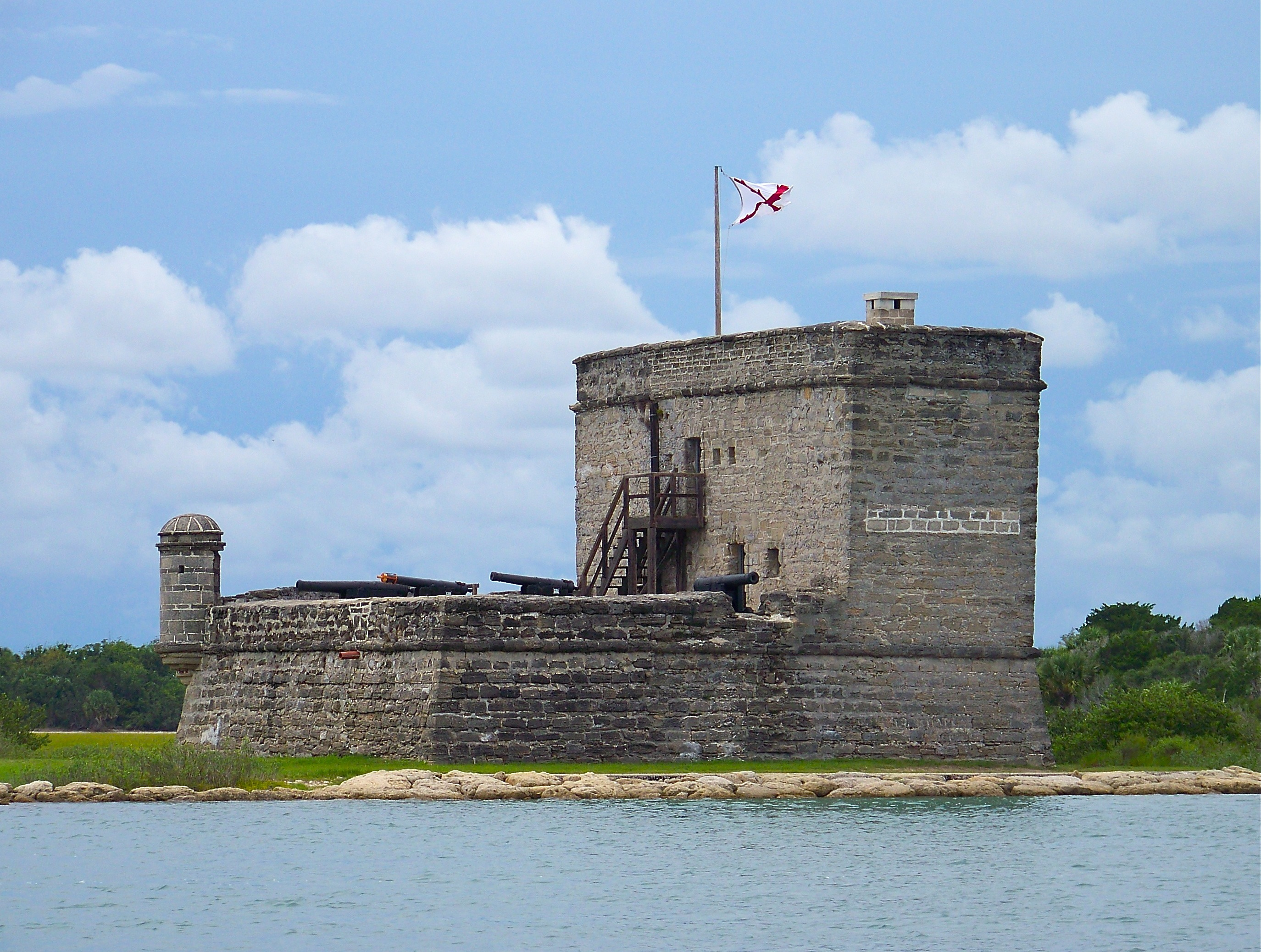
Vista del fuerte desde el río.

El Monumento Nacional Fuerte Matanzas (en inglés Fort Matanzas National Monument) es un Monumento Nacional de los Estados Unidos administrado por el Servicio Nacional de Parques. El monumento consiste en un fuerte español construido en 1740 de aproximadamente 200 acres (0.4 km²) en las riveras del río Matanzas en la costa Atlántica del norte del estado de Florida. Es administrado por el Servicio Nacional de Parques junto al Castillo de San Marcos y otros atractivos turísticos de la ciudad de San Agustín (Florida).

## Historia
En 1739 estalló la Guerra del Asiento. El general James Oglethorpe puso sitio al Castillo de San Marcos, bloqueando la desembocadura del río Matanzas, confiando en poder rendirlo con un bombardeo continuo. Al ver que los cañones no tenían efectividad debido a la resistencia de la coquina con la que se había construido el fuerte, decidió rendir la plaza por hambre. Sin embargo, un pequeño navío español pudo evadir el bloqueo y dar aviso a La Habana, desde donde se enviaron suministros. A los 38 días los británicos terminaron el asedio sin haber conseguido rendir el castillo.
Para proteger el Castillo de San Marcos de futuros peligros y evitar el asedio por tierra se vio la necesidad de proteger la entrada a San Augustín a través del río Matanzas, y para ello se mandó construir el Fuerte Matanzas (en inglés Fort Matanzas), con lo que se previnieron futuras incursiones por tierra contra el fuerte de San Marcos.

## Restauración y uso moderno
En 1914 comenzaron las obras de restauración en el deteriorado fuerte, lo que permitió que en 1924 se le concediera la posición de Monumento Nacional y el 10 de agosto de 1933 su mantenimiento pasó del Departamento de Guerra al Servicio de Parques Nacionales. Gracias a su consideración como área histórica bajo el control del Servicio de Parques el Monumento nacional, fue incluido en la lista del Registro Nacional de Lugares Históricos el 15 de octubre de 1966.
El 31 de diciembre de 2008 se añadió por separado la oficina principal y el centro de visitantes del Monumento Nacional Fuerte Matanzas, construida en 1936, al Registro Nacional debido a su valor como ejemplo significativo del diseño arquitectónico particular del Servicio de Parques Nacionales.
Solo se puede acceder al fuerte mediante visitas guiadas en bote. Existen pistas para senderistas en la isla barrera.